# Кюрди в Турция
Кюрдите в Турция (на кюрдски: Kurdên li Tirkiyeyê; на турски: Türkiye'deki Kürtler или Türkiye Kürtleri) са втора по численост етническа група в страната. Според оценки техният брой достига 22.5 милиона души.

## История
Кюрдите обитават земите между реките Тигър и Ефрат от 2 хилядолетие пр.н.е.. Проблемът с тяхната държавност добива международно значение след Първата световна война, когато се разпада Османската империя и на нейната територия се образуват нови държави.
След 1923 година в Турция започват гонения, предизвикали най-масовото кюрдско преселение към Северен Ирак. Турското правителство води политика на непризнаване на етническите групи и претопяване на техните езици и култури. В духа на тази политика всяка проява на кюрдска етническа идентичност е жестоко репресирана. До 1991 година използването на кюрдски език и дори на името Кюрдистан е било забранено. Кюрдските въстания са потушавани със сила. През 1926 година Турция и Ирак подписват договор, който дава право на армията на всяка от двете страни да навлиза в дълбочина до 75 километра на територията на съседната държава, за да противодейства на потенциални „въоръжени разбойници“. Този договор е осъвременен с допълнителен протокол през 1946 година, валидността на който е била безсрочна. С падане режима на Саддам Хюсеин споразумението е прекратено.
През 1978 година е създадена първата политическа организация на кюрдите - Кюрдската работническа партия /ПКК/, чиято цел е да се бори за независима кюрдска държава в обитаваните от кюрди територии - в частност Югоизточна Турция. Военният преврат в Турция през 1980 година суспендира политическите свободи за три години. Забраната върху политическите партии е вдигната в края на 1983 година, но кюрдите не намират място в новия турски парламент.
През 1984 година ПКК се транформира в паравоенна организация и започва въоръжена борба срещу турските власти. В продължилата 15 години война загиват над 35 000 души, 15 хиляди от тях са цивилни, 3000 кюрдски селища за заличени от картата, над 370 000 души са изселени. Тази война струва на турската държава над 100 милиарда долара, в нея участва 50 хилядна армия. На 16 февруари 1999 година водачът на ПКК Абдула Йоджалан е заловен в Кения. Той е предаден на властите в Найроби от служители на гръцкото посолство, където потърсил политическо убежище. На 25 август 1999 година Кюрдската работническа пария обявява, че започва изтеглянето на въоръжените си сили от Турция.

## Численост
Численост на кюрдите в Турция според преброяванията на населението през годините:
| \| Година на преброяване \| Численост \| \| --------------------- \| ---------- \| \| 1927 \| 2 323 359 \| \| 1950 \| 3 850 723 \| \| 1960 \| 5 147 680 \| \| 1990 \| 10 505 672 \| |            |
| Година на преброяване | Численост  |
| 1927 | 2 323 359  |
| 1950 | 3 850 723  |
| 1960 | 5 147 680  |
| 1990 | 10 505 672 |

## Роден език
През 2009 година Турското държавно радио и телевизия ТРТ започват излъчването и на официален канал само на курманджи (кюрдски).

## Организации

### Политически партии
Про-кюрдски политически партии в Турция са:
| Емблема | Име                                | на турски език                | Период                                | Резултат                                   |
|         | Народна лейбъристка партия         | Halkın Emek Partisi           | 7 юни 1990 – 14 юни 1993 г.           |                                            |
|         | Свобода и демокрация               | Özgürlük ve Demokrasi Partisi | 19 октомври 1992 – 23 ноември 1993 г. |                                            |
|         | Партия на демокрацията             | Demokrasi Partisi             | 21 юни 1991 – 16 юни 1994 г.          |                                            |
|         | Народна демокрация                 | Halkın Demokrasi Partisi      | май 1994 – 13 март 2003 г.            |                                            |
|         | Народнодемократична партия         | Demokratik Halk Partisi       | 24 октомври 1997 – 17 август 2005 г.  |                                            |
|         | Партия за демократично общество    | Demokratik Toplum Partisi     | 17 август 2005 – 12 декември 2009 г.  | Забранена от Конституционния съд в Турция. |
|         | Партия на мира и демокрацията      | Barış ve Demokrasi Partisi    | 3 май 2008 – 11 юли 2014 г.           |                                            |
|         | Демократична партия на народите    | Halkların Demokratik Partisi  | от 12 август 2012 г.                  |                                            |
|         | Демократическа партия на регионите | Demokratik Bölgeler Partisi   | от 11 юли 2014 г.                     |                                            |